# Matthew Webb
Pour les articles homonymes, voir Webb.
Matthew Webb (né le 19 janvier 1848 à Dawley, dans le Shropshire, en Angleterre et mort le 24 juillet 1883 aux chutes du Niagara, à la frontière entre le Canada et les États-Unis) est un nageur célèbre pour avoir effectué la première traversée de la Manche à la nage.

## Biographie

Webb vu par Vanity Fair en 1875.

Il apprend à nager dans le Severn, le plus long fleuve du Royaume-Uni. À douze ans, il rejoint un navire école de la marine marchande à Liverpool.
Le 24 août 1872, J.B Johnson abandonne lors de sa tentative de traversée de la Manche ; à la lecture du récit de cette tentative, Matthew Webb prend la décision de s’entraîner pour réussir celle-ci. Il termine sa préparation auprès du « professor of swimming » Frederick Edward Beckwith.
En 1873, il est capitaine du vapeur Emerald.
Le 3 juillet 1875, il nage les vingt miles entre Blackwell et Gravesend (Kent) en 4 heures et 52 minutes. Fin juillet de la même année, il nage 8 heures et 40 minutes, entre Douvres et Ramsgate.
Le 12 août 1875, après sept heures de brasses, une violente tempête fait échouer sa première tentative de traversée de la Manche à la nage. Le 24 août 1875, à 12 heures 56, il s'enfonce nu, enduit d'huile de marsouin, dans la Manche depuis la jetée Admiralty Pier de Douvres ; suivi par trois escorteurs, il atteint Calais, le mercredi 25 août à 10 heures 41.
Matthew Webb est officiellement reconnu pour avoir effectué le premier la traversée de la Manche, le 24 août 1875. Du fait de courants défavorables, il a parcouru une distance totale de 64 km, en 21 heures et 45 minutes.
Sa dernière cascade fut la nage à travers les rapides tourbillons du Niagara en dessous des chutes du Niagara, un test que plusieurs croyaient mortel. Le 24 juillet 1883, il saute d'un petit bateau à côté du pont suspendu des chutes du Niagara, et il commence à nager. Selon les comptes-rendus du moment, Webb avait réussi la première partie de la nage, mais il est mort durant la seconde partie, au niveau de la rivière située à côté de l'entrée du tourbillon. Son corps est retrouvé quatre jours plus tard. Il est enterré dans l'Oakwood Cemetery, Niagara Falls (NY).